# Макурадзаки
Макурадзаки (яп. 枕崎市 Макурадзаки-си) — город в Японии, находящийся в префектуре Кагосима. Площадь города составляет 74,88 км², население — 22 346 человек (1 августа 2014), плотность населения — 298,42 чел./км².

## Географическое положение
Город расположен на острове Кюсю в префектуре Кагосима региона Кюсю. С ним граничат города Минамисацума, Минамикюсю.

## Население
Население города составляет 22 346 человек (1 августа 2014), а плотность — 298,42 чел./км². Изменение численности населения с 1980 по 2005 годы:
| 1980 | 30 060 чел. |  |
| 1985 | 30 099 чел. |  |
| 1990 | 28 794 чел. |  |
| 1995 | 27 640 чел. |  |
| 2000 | 26 317 чел. |  |
| 2005 | 25 150 чел. |  |

## Символика
Деревом города считается камелия, цветком — хризантема.